# مظفر شاه الثالث سلطان قدح
بادوكا سري السلطان مظفر شاه الثالث بن السلطان محمود شاه الثاني (توفي في 3 أغسطس 1602) هو السلطان الحادي عشر لسلطنة قدح. كان عهده من 1547 إلى 1602.